# Danaidi

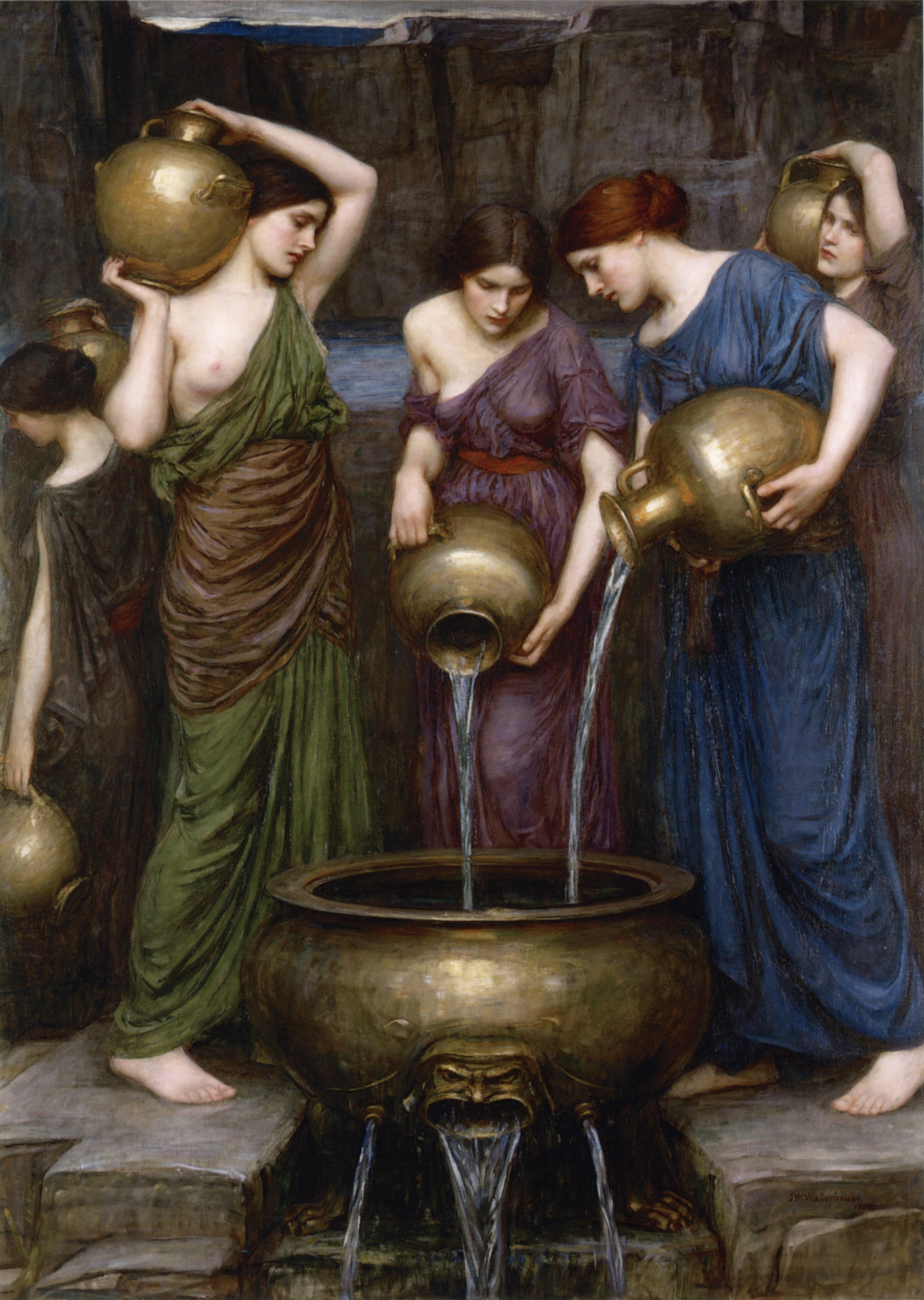
Le Danaidi, nell'interpretazione di John William Waterhouse, 1902

Nella mitologia greca, le Danaidi erano le cinquanta figlie di Danao, re di Libia, protagoniste di mitologiche vicende da cui sarebbe derivata l'origine del popolo dei Danai, cioè i Greci. Queste vicende si intrecciano con l'antagonismo fra Danao e il suo fratello gemello Egitto, re d'Egitto e padre di cinquanta figli maschi, gli Egittidi.

## Mito
Le sorelle erano figlie di diverse madri, tra le quali Polisso e Pieria. Esse, rifiutandosi di sposarsi con i propri cugini, fuggirono con il padre ad Argo, ma i giovani le inseguirono e le costrinsero al matrimonio. Danao diede ad ognuna l'ordine di uccidere il proprio marito la prima notte di nozze. Tutte obbedirono eccetto Ipermnestra, che aveva sposato Linceo. In seguito Danao fece sposare le altre quarantanove figlie con principi e gente del luogo dando origine ai Danai. Linceo non tarderà a vendicare i suoi fratelli uccidendole tutte e risparmiando dalla morte la sola Ipermnestra.
Negli inferi, le Danaidi vennero rinchiuse nella zona del Tartaro e furono condannate da Zeus a riempire d'acqua una gran botte che aveva il fondo bucato, così, quanta acqua vi versavano, tanta ne usciva. L'odierno modo di dire 'botte delle Danaidi' o 'vaso delle Danaidi' è usato in riferimento a progetti o azioni faticosi ma presumibilmente non concludibili.
La leggenda delle Danaidi fu d'ispirazione per la tragedia Le Supplici di Eschilo.

## Nomi
Segue un elenco di alcune delle Danaidi conosciute:
| Nome                    | Madre   | Sposo      | Note |
| Actea                   |         | Perifante  | |
| Anasitea                |         |            | Da Zeus ebbe Dessameno |
| Astioca                 |         |            | |
| Antelia                 | Polisso | Cisseo     | |
| Autonoe                 | Polisso | Euriloco   | |
| Anassibia               |         | Achelao    | |
| Brice                   | Polisso | Ctonio     | |
| Cleo                    |         | Asterio    | |
| Cleodore (o Cleodora)   | Polisso | Lisso      | |
| Cleopatra               | Polisso | Ermo       | |
| Crisotemi               |         | Asteride   | |
| Elettra                 | Polisso | Peristene  | |
| Erato                   | Polisso | Bromio     | |
| Euridice                | Polisso | Driante    | |
| Evippe                  | Polisso | Imbro      | |
| Glaucippe               | Polisso | Potamone   | |
| Ipermnestra (o Amimone) |         | Linceo     | Il primo nome significa "grande sposa" ed il secondo "senza colpa" . Fu l'unica a non obbedire al volere del padre e l'unica risparmiata da Linceo nella sua vendetta. Amimone è anche citata come madre di Nauplio avuto da Poseidone |
| Isonoe                  |         |            | Da Zeus ebbe Orcomeno. |
| Itea                    |         | Antioco    | Lo sposò ed in seguito lo uccise |
| Ocipete                 |         | Lampo      | |
| Pirene                  |         | Agattolemo | |
| Stigne                  | Polisso | Polittore  | |
| Teano                   | Polisso | Fante      | |